# Pacheco (Californië)
Pacheco is een plaats in Contra Costa County in Californië in de VS.

## Geografie
Pacheco bevindt zich op 37°59′13″Noord, 122°4′7″West. De totale oppervlakte bedraagt 1,9 km² (0,7 mijl²) wat allemaal land is.

## Demografie
Volgens de census van 2000 bedroeg de bevolkingsdichtheid 1884,0/km² (4878,4/mijl²) en bedroeg het totale bevolkingsaantal 3562 dat bestond uit:
- 82,85% blanken
- 2,22% zwarten of Afrikaanse Amerikanen
- 0,79% inheemse Amerikanen
- 7,41% Aziaten
- 0,22% mensen afkomstig van eilanden in de Grote Oceaan
- 2,95% andere
- 3,57% twee of meer rassen
- 11,82% Spaans of Latino

Er waren 1563 gezinnen en 923 families in Pacheco. De gemiddelde gezinsgrootte bedroeg 2,28.

## Plaatsen in de nabije omgeving
De onderstaande figuur toont nabijgelegen plaatsen in een straal van 8 km rond Pacheco.